# アイン・ランド協会
アイン・ランド協会（アイン・ランドきょうかい、英語: Ayn Rand Institute、略称ARI、別訳アイン・ランド研究所、アイン・ランド・インスティテュート）は、アイン・ランドの思想（オブジェクティビズム）の普及活動をしているアメリカ合衆国のシンクタンクである。理性、合理的利己、個人主義、および自由放任資本主義に基づき、個人が自らの幸福を自由に追求する文化の創造を使命に掲げている。アメリカ合衆国内国歳入法第501条C項の規定に基づく非営利団体（501(c)団体）で、本部はカリフォルニア州アーバイン。ランドが死去して3年後の1985年に、ランドの遺産相続人レナード・ピーコフによって設立された。

## プログラム
アイン・ランド協会が提供しているプログラムには、以下のものがある。
学校への書籍の寄贈
高校のクラスに、ランドの小説『アンセム』、『水源』、『肩をすくめるアトラス』のセットを無償提供している。また、大学教授にレビュー用のランドの著作を無償提供している。
学生対象のエッセイコンテスト
『アンセム』、『水源』、『われら生きるもの』、『肩をすくめるアトラス』を題材に、ランドの思想と今日の世界におけるその意義を論じさせるエッセイコンテストを主催している。世界中の学生から応募がある。『アンセム』に関するエッセイコンテストは8～10学年（日本の中学2年～高校1年）が対象、最高賞金2千ドル、『水源』に関するエッセイコンテストは11～12学年（日本の高校2～3年）が対象、最高賞金1万ドル、『われら生きるもの』に関するエッセイコンテストは10～12学年（高校1～3年）が対象、最高賞金3千ドル、『肩をすくめるアトラス』に関するエッセイコンテストは12学年（高校3年）、大学生、および大学院生が対象、最高賞金1万ドルである。アイン・ランド協会はこれまで2009のコンテストに521の賞を提供しており、提供した賞金の総額は毎年81,250ドルに及ぶ。
キャンパスクラブ
大学および高校のオブジェクティビスト・クラブにエッセイ、パンフレット、講義録を提供し、講師を派遣している。
オブジェクティビスト学術センター（Objectivist Academic Center、略称OAC）
オブジェクティビズムおよび関連諸分野に関する教育プログラムを提供している。
学生支援
大学院に進学する学生に奨学金を提供している。また、オブジェクティビスト学術センターの学生に指導者を提供している。
学術支援
大学での研究および授業用にランドの著書のセットを無償提供している。
メディアへの出演
協会に属する知識人たちがしばしばラジオやテレビに出演し、多数の大手紙に寄稿している。
講演
全米の大学をはじめ各地で講演会を開催している。
アイン・ランド・ブックストア
オブジェクティビズム支持者の著書や講演録などを販売している。
オブジェクティビスト・カンファレンス
オブジェクティビズム支持者の講演や交流会などのプログラムから成るイベントを毎年夏に開催している。
インターン制度
ランドの思想、哲学、および小説について学ぶ3週間の研修プログラムを毎年夏に実施している。

## 個人の諸権利を擁護するアイン・ランド・センター
2008年、アイン・ランド協会は、公共政策に関する提言を専門的に行う部門「個人の諸権利を擁護するアイン・ランド・センター（Ayn Rand Center for Individual Rights、略称ARC）」を、首都ワシントンD.C.に設立した。
同センターは、2008年の金融危機の際には、危機の原因は政府の干渉にあること、問題の解決は政府による規制強化ではなく、完全な自由放任資本主義への移行にあることを主張した。
外交政策に関しては、アメリカ合衆国の国益を最優先する外交を訴えている。